# Це одне літо
«Це одне літо» (англ. «This One Summer») — графічний роман, зі сценарієм від Маріко Тамакі та малюнком від Джилліан Тамакі, який опублікувало видавництво «First Second Books» у 2014 році. Це історія дорослішання двох друзів-підлітків, Роуз і Вінді, влітку в Аваго, у маленькому пляжному містечку. Тамакі заснувала місто Аваго на місці в Канаді, яке її сім'я часто відвідувала.

## Сюжет
Роуз приїжджає в котедж в Аваго щоліта і зустрічається зі своєю літньою подругою Вінді, скільки себе пам'ятає. Роуз приблизно на вісімнадцять місяців старша за Вінді та є оповідачем цієї історії. Цього літа вони починають досліджувати свій інтерес до хлопчиків і звертають увагу на емоційне життя оточуючих їх дорослих. Більшість дорослих і підлітків у селі (і в їхніх сім'ях) є "галереєю шахраїв" сумних і вигорілих потенційних зразків для наслідування."

## Критика та нагороди
Джоді Хромей з «Minnesota Reads» назвав малюнок, який виконаний у всіх відтінках синього, "чудовим". «The Horn Book Magazine» стверджує, що "суворо складені кінетичні малюнки Джилліан Тамакі рясніють психологічними нюансами й дією". «Kirkus Reviews» писав, що "Джилліан і Маріко вміло зображують емоційні злети та падіння дівчини протягом підліткового віку". У тексті від «The New York Times» книгу було названо графічним романом для любителів історій дорослішання зі складними темами й прекрасним наповненням.
This One Summer стало лауреатом премії Ейснера за "Найкращий новий графічний роман 2015 року", та премії Іґнаца за "Видатний графічний роман 2014 року". У 2015 році він також отримав вшанування Принцза і вшанування Кальдекотта, що зробило його першим графічним романом, відзначений честю комітету Калдекотта.

## Цензура
У 2016 році бібліотеки міст Геннінґ, штату Міннесота, і Лонґвуд, штату Флорида, прибрали This One Summer зі своїх полиць після того, як батьки поскаржилися на використання в книзі ненормативної лексики й зрілих тем. Після інциденту у Флориді в лютому Маріко Тамакі (сценаристка графічної новели) сказала, що книга "націлена на читачів у віці від 12 до 18 років" і "містить зображення молодих людей, які говорять про дорослі речі та мають справу з ними". Однак, вона заявила, що вважає, що це дуже важлива книга для молодих людей. Вилучення з бібліотек були оскаржені Національною коаліцією проти цензури. This One Summer був відзначений у списку американської бібліотечної асоціації "десяток найбільш оскаржуваних книг" у 2018 році на 7-у місці, та на 1-у у 2016 році.